# 尾泉大樹
尾泉 大樹（おいずみ だいき、1989年〈平成元年〉6月30日 - ）は、神奈川県川崎市出身の元サッカー選手。ポジションは、ディフェンダー。

## 来歴
横浜F・マリノスの下部組織出身。桐光学園高校から大阪学院大学へ進み、2011年には、デンソーカップチャレンジサッカー関西学生選抜に選ばれた。
2012年のFC岐阜トップチームセレクションから合格し、FC岐阜に入団。第3節の草津戦でJリーグデビューを果たす。続けて3試合に出場するが、その後は試合に絡むことができず苦しい時期を過ごした。第33節久しぶりの先発出場をすると、第34節の栃木戦では、セットプレーやシュートなど随所でチャンスを演出し勝利に貢献した。
2013年シーズン終了後、契約満了により退団。
2014年、佐川印刷京都へ移籍。
2015年をもってSP京都がJFLから脱会となり、2016年3月に活動停止が明らかになり、京都新聞の報道で所属未定者5人は社業専念で尾泉はそのうちの1人となり事実上引退となった。

## 所属クラブ
ユース経歴
- 横浜F・マリノスプライマリー
- 横浜F・マリノスジュニアユース追浜
- 桐光学園高等学校
- 大阪学院大学

プロ・アマ経歴
- 2012年 - 2013年  FC岐阜
- 2014年 - 2015年  佐川印刷京都 / SP京都FC

## 個人成績
| 国内大会個人成績 | 国内大会個人成績 | 国内大会個人成績 | 国内大会個人成績 | 国内大会個人成績 | 国内大会個人成績 | 国内大会個人成績 | 国内大会個人成績 | 国内大会個人成績 | 国内大会個人成績 | 国内大会個人成績 | 国内大会個人成績 |
| 年度             | クラブ           | 背番号           | リーグ           | リーグ戦         | リーグ戦         | リーグ杯         | リーグ杯         | オープン杯       | オープン杯       | 期間通算         | 期間通算         |
| 年度             | クラブ           | 背番号           | リーグ           | 出場             | 得点             | 出場             | 得点             | 出場             | 得点             | 出場             | 得点             |
| 日本             | 日本             | 日本             | 日本             | リーグ戦         | リーグ戦         | リーグ杯         | リーグ杯         | 天皇杯           | 天皇杯           | 期間通算         | 期間通算         |
| ---------------- | ---------------- | ---------------- | ---------------- | ---------------- | ---------------- | ---------------- | ---------------- | ---------------- | ---------------- | ---------------- | ---------------- |
| 2012             | 岐阜             | 30               | J2               | 11               | 0                | -                | -                | 1                | 0                | 12               | 0                |
| 2013             | 岐阜             | 24               | J2               | 6                | 0                | -                | -                | 0                | 0                | 6                | 0                |
| 2014             | 佐川印刷 SP京都  | 3                | JFL              | 22               | 1                | -                | -                | -                | -                | 22               | 1                |
| 2015             | 佐川印刷 SP京都  | 3                | JFL              | 14               | 1                | -                | -                | -                | -                | 14               | 1                |
| 通算             | 日本             | 日本             | J2               | 17               | 0                | -                | -                | 1                | 0                | 18               | 0                |
| 通算             | 日本             | 日本             | JFL              | 36               | 2                | -                | -                | -                | -                | 36               | 2                |
| 総通算           | 総通算           | 総通算           | 総通算           | 53               | 2                | -                | -                | 1                | 0                | 54               | 2                |

- その他
  - 2014年 JFLチャンピオンシップ：2試合出場0点

- Jリーグ初出場 - 2012年3月17日 J2第3節 対ザスパ草津 (岐阜メモリアルセンター長良川競技場)